# Moneilema
Genre
Moneilema est un genre d’insectes coléoptères de la famille des Cerambycidae. Ces espèces vivent dans les déserts dans le Sud des États-Unis et dans le Nord du Mexique.

## Liste d'espèces
Selon ITIS (7 mars 2012) :
- Moneilema annulatum Say, 1824
- Moneilema appressum LeConte, 1852
- Moneilema armatum LeConte, 1853
- Moneilema blapsides (Newman, 1838)
- Moneilema gigas LeConte, 1873
- Moneilema semipunctatum LeConte, 1852